# Praça João Lisboa
A Praça João Lisboa ou Largo do Carmo é um dos mais antigos logradouros da cidade de São Luís, no Maranhão.
O nome Largo do Carmo está relacionado com o Convento e a Igreja do Carmo, mas ganhou o nome de Praça João Lisboa em homenagem jornalista e escritor João Francisco Lisboa, em 1901.
Em 1918, foi inaugurado, um grande monumento de bronze com pedestal de mármore, feita pelo escultor francês Jean Magrou, em homenagem a João Lisboa. Nela estão as cinzas do ilustre patrono da cadeira nº 11 da Academia Maranhense de Letras.
A praça está ligada a fatos históricos importantes, como a batalha entre holandeses e portugueses, ocorrida em 1643. O local também abrigou o primeiro mercado da cidade, do primeiro abrigo público, e um pelourinho, que foi destruído após a Proclamação da República. Também foi palco de diversos movimentos políticos e sociais históricos da cidade.